# 横滨市开港纪念会馆

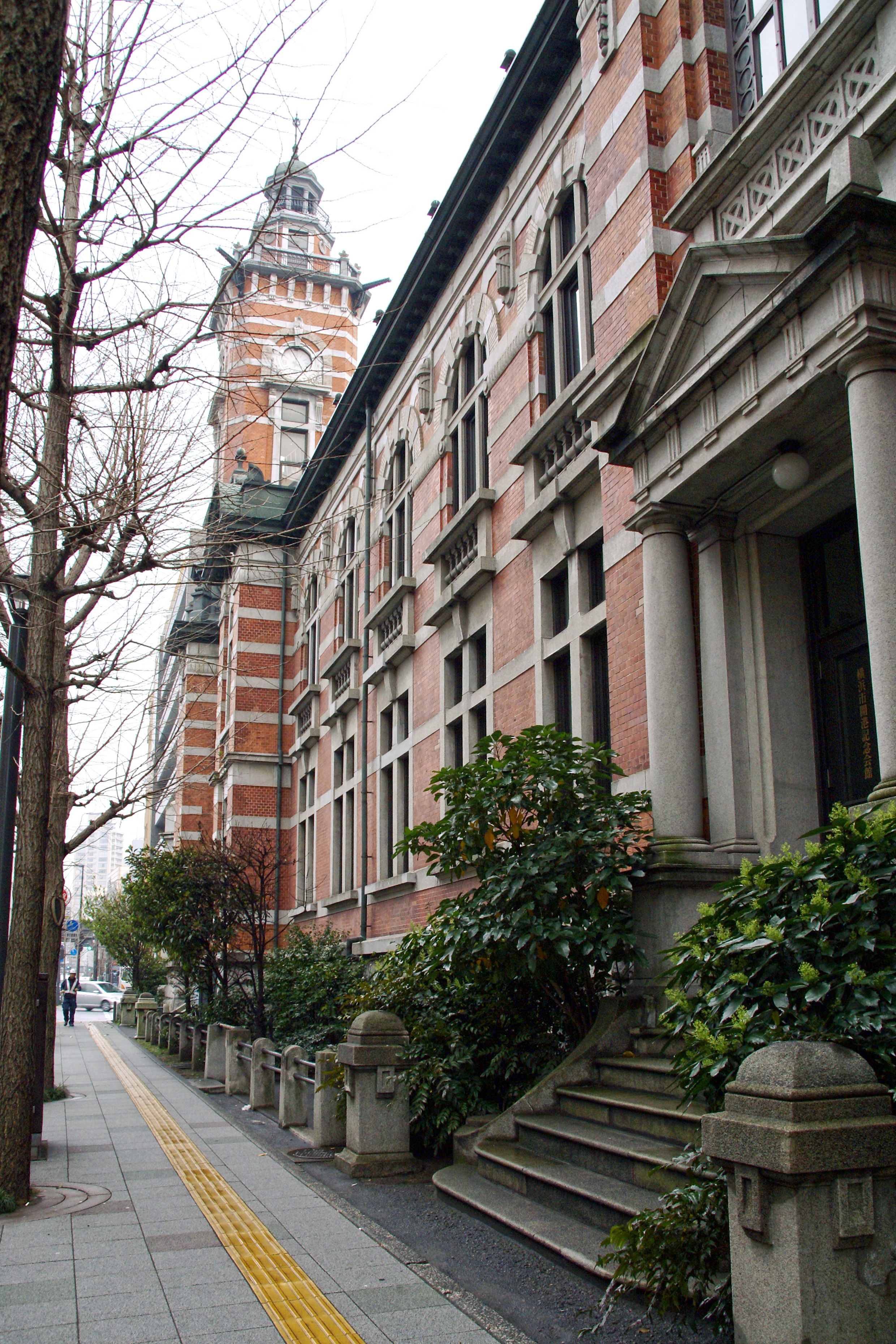
北入口

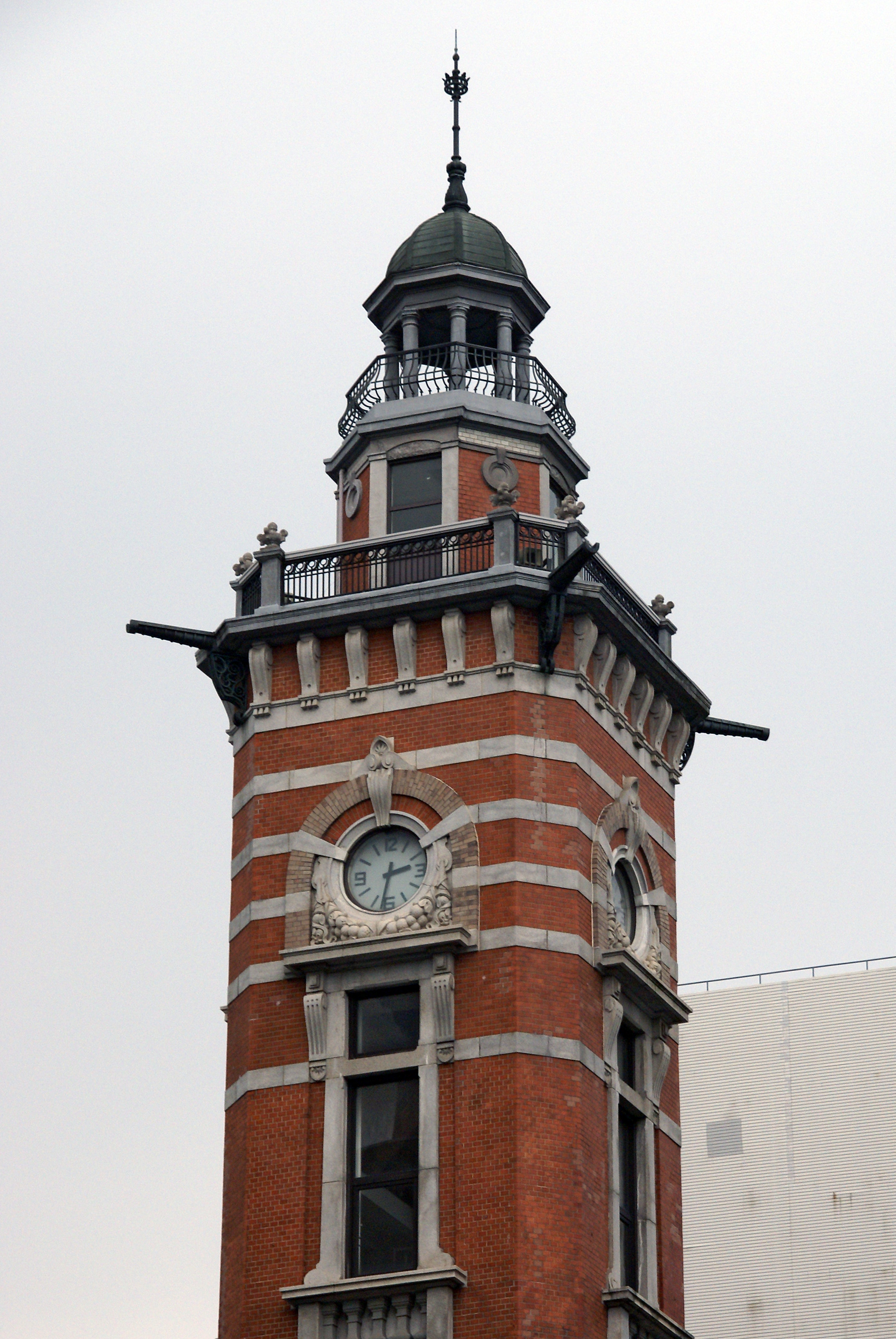
時計塔

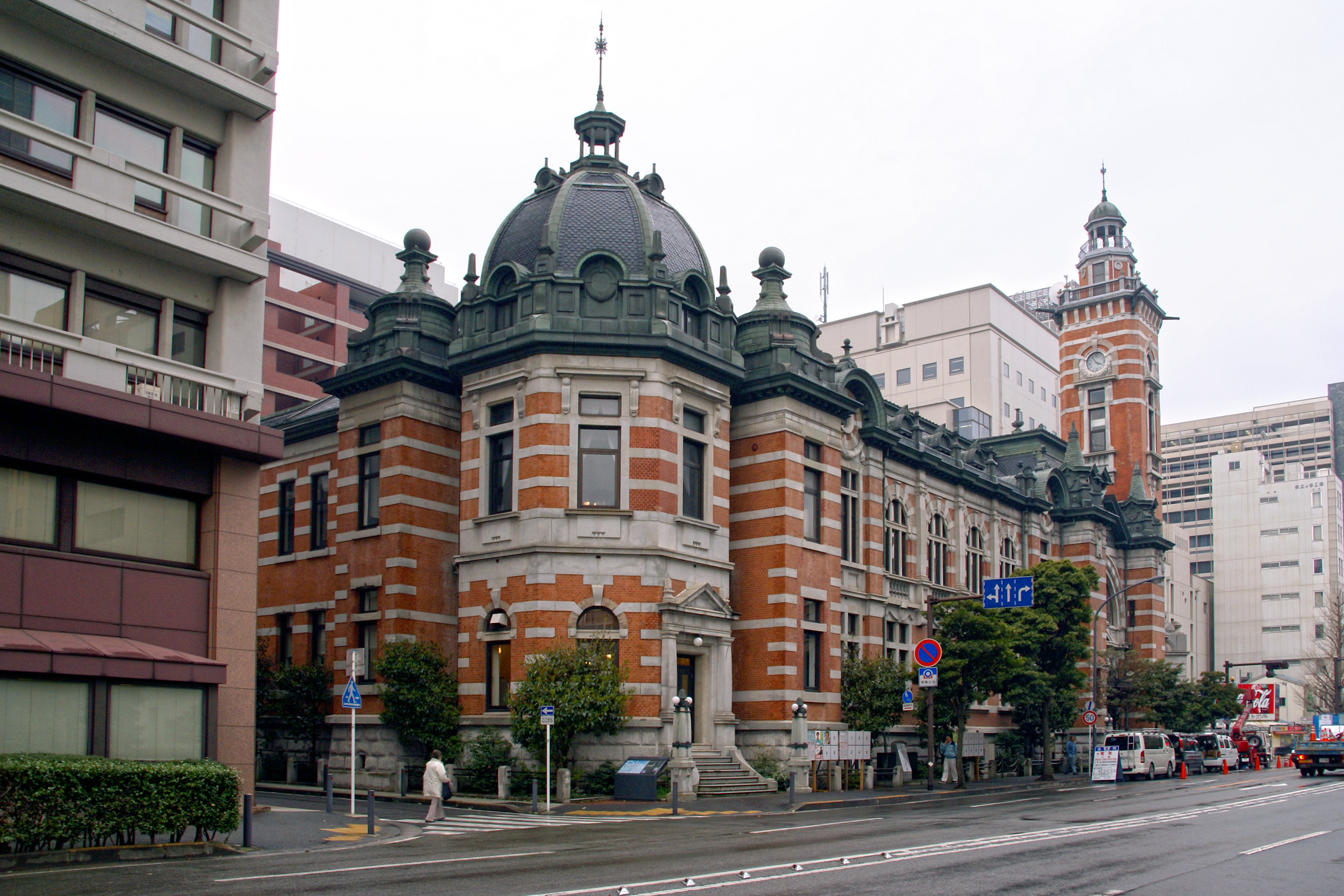
南側

横滨市开港纪念会馆（日语：／）是日本神奈川县横滨市中区关内地区的一座历史建筑。

## 历史
兴建于1914年到1917年，以纪念横滨市开港50周年。与大阪市中之島公会堂同为大正时期著名的公会堂建築。山田七五郎设计，1923年遭关东大地震破坏。1927年修复完成。1989年9月2日列为重要文化財。
横滨市开港纪念会馆塔高36米，与神奈川县厅本厅舍、横滨税关并称横滨三塔。